# قارقیلی
قارقیلی (به ترکی آذربایجانی: Qarğılı) یک منطقه مسکونی در جمهوری آذربایجان است که در شهرستان جلیل‌آباد واقع شده است. قارقیلی ۸۰۵ نفر جمعیت دارد.